# グレゴリー・ケリー
グレゴリー・ケリー（Gregory Eric "Greg" Kelley、1944年5月19日 - 1961年2月15日）は、アメリカ合衆国出身の男性フィギュアスケート選手である。1961年の全米フィギュアスケート選手権（男子シングル）で2位となって、同年の世界フィギュアスケート選手権代表に選出された。しかし、開催地のプラハに向かう途上、搭乗していた航空機が事故（サベナ航空548便墜落事故）に遭って死亡した。

## 経歴
マサチューセッツ州の出身。父は医師で、6人兄弟姉妹の一番下の子であった。ニュートン市で育ち、カトリック系の学校に入学した。ケリーは、将来は父のような医師になることを目指していた。
フィギュアスケートを始めたのは、8歳のときであった。ボストンにあるスケートクラブで、モントゴメリー・ウィルソンの指導を受けた。ケリーの家族は、彼がフィギュアスケートを続けるために多大な援助を与えた。長姉のナタリーはボストンで科学の教師を務めていたが、弟の個人教師となってトレーニングや遠征等で移動する際も一緒に付き添っていた。
1957年、全米フィギュアスケート選手権（男子シングル）のノービスクラスで優勝し、1958年はジュニアクラスで2位、1959年はジュニアクラスで優勝した。1960年は、全米フィギュアスケート選手権で5位となり、同年の世界フィギュアスケート選手権に初出場して9位の成績を残した。
1961年、全米フィギュアスケート選手権で2位、北米フィギュアスケート選手権で3位となって同年、チェコスロバキア（当時、現チェコ）のプラハで開催予定だった世界フィギュアスケート選手権代表に選出された。同年2月15日、ケリーを含む世界フィギュアスケート選手権アメリカ合衆国代表チーム（選手18名、コーチ6名、マネージャー1名、競技委員と審判員3名、選手・コーチ等の家族6名）は、ニューヨークのアイドルワイルド空港（現在のジョン・F・ケネディ国際空港）からサベナ航空548便ボーイング707-329（機体記号OO-SJB、1959年製造）に搭乗してベルギー・ブリュッセル国際空港に向かっていた。しかし、着陸直前に機体が制御を失って上昇と横傾斜を始め、そのまま空港近くの村落に墜落した。
事故機の機体は炎上し、世界フィギュアスケート選手権アメリカ合衆国代表チームを含む乗客乗員72名全員と地上に居合わせて事故に巻き込まれた住民1名が死亡し、住民1名が重傷を負った。なお、この事故でケリーの姉ナタリーも死亡している。
ケリーはマサチューセッツ州サフォーク郡ウエストロクスベリーにあるセント・ジョゼフ墓地に埋葬された。2011年、1961年世界フィギュアスケート選手権アメリカ合衆国代表チーム（34名）は全米フィギュアスケート協会殿堂入りを果たしている。

## 主な戦績
| 大会/年    | 1957 | 1958 | 1959 | 1960 | 1961 |
| ---------- | ---- | ---- | ---- | ---- | ---- |
| 世界選手権 |      |      |      | 9    |      |
| 北米選手権 |      |      |      |      | 3    |
| 全米選手権 | 1 N. | 2 J. | 1 J. | 5    | 2    |

- N = ノービスクラス; J = ジュニアクラス